# The Ballad of John and Yoko
A The Ballad of John and Yoko az angol rockegyüttes, a The Beatles dala, amely kislemezként jelent meg 1969 májusában. John Lennon írta és Lennon–McCartney szerzeményként jelölték meg. A dal Lennon és Yoko Ono esküvőjének történetét járja körül. A dal a Beatles 17. és egyben utolsó, első számú kislemeze volt az Egyesült Királyságban. Az Amerikai Egyesült Államokban egyes rádióállomások tiltólistára került, mert a dalszöveg Krisztusra és a keresztre feszítésre utalt. A kislemez a 8. helyezést érte el az amerikai Billboard Hot 100 listáján. A dal ezt követően olyan válogatásalbumokon is megjelent, mint a Hey Jude, 1967–1970 és az 1.

## Írása
Lennon írta a dalt, miközben ő és Ono párizsi nászútjukon voltak. Leírja a pár 1969 márciusi esküvőjének eseményeit, valamint a nagy nyilvánosságot kapott nászutat, beleértve az „ágyban ülést” az Amsterdam Hilton Hotel-ban és a bagizmus bemutatóját. Az NME-ben megjelent, Alan Smith-szel közös 1969 májusi interjúban Lennon "Johnny B. Paperback Writer"-ként jellemezte a dal írását. Egy 1980-as interjúban azt mondta, hogy ez a dal "egy darab újságírás" volt.

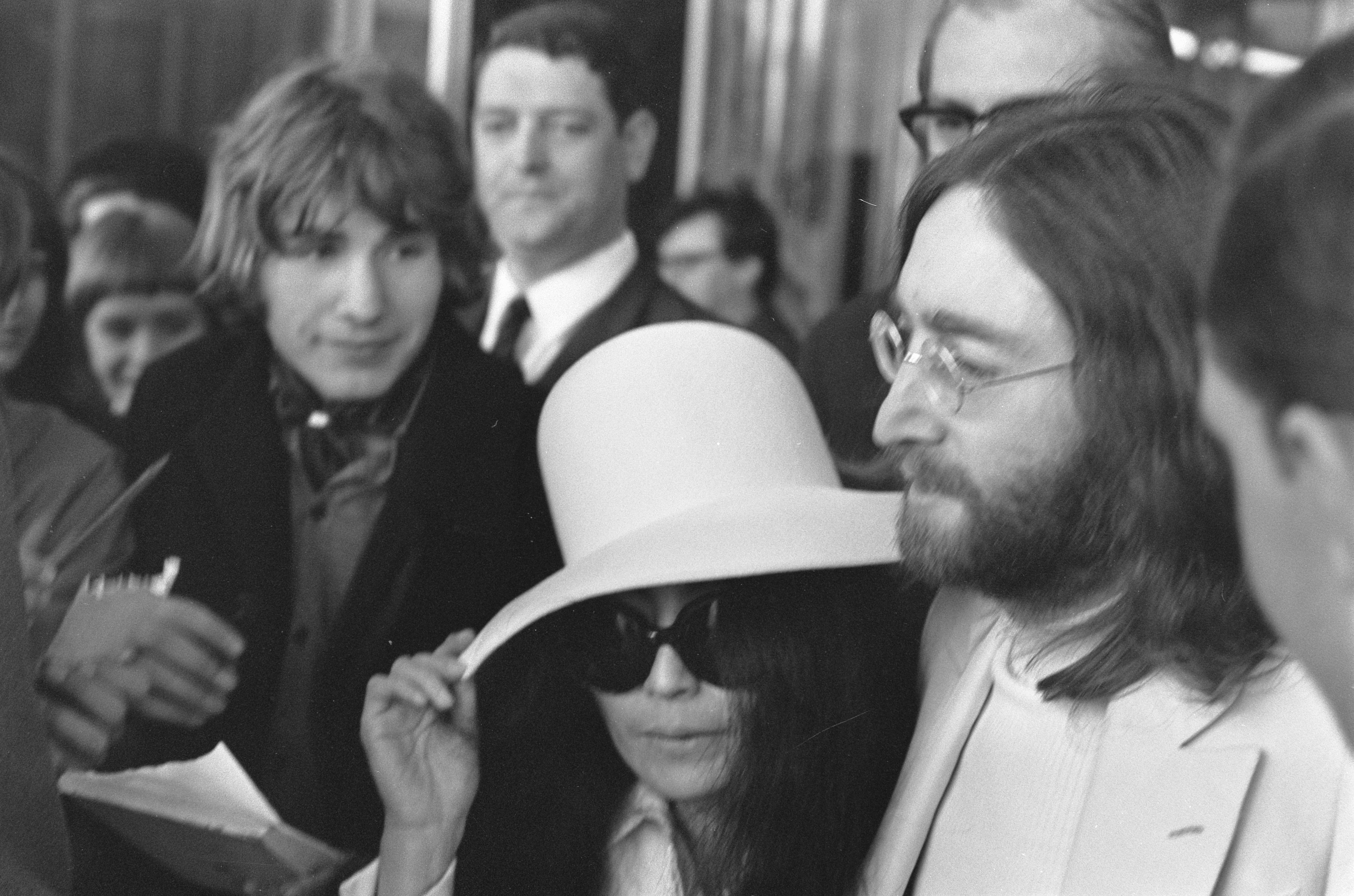
John Lennon és Yoko Ono elhagyja Amszterdamot (1969 márciusa)

Lennon április 14-én vitte el a dalt Paul McCartney-nek a londoni St John's Wood-i otthonában, és alig várta, hogy aznap este felvegyék. Felidézve a vitát, amelyet Lennon 1966-os „Népszerűbbek vagyunk, mint Jézus” kijelentései váltottak ki. McCartney-t riasztotta az új dal Krisztusra való utalása, de beleegyezett, hogy segítsen Lennon-nak. Ono később ezt mondta: "Paul tudta, hogy az emberek csúnyán bánnak Johnnal, és csak jót akart tenni neki. Paul-nak van egy nagy testvéri oldala."

## Rögzítése
Lennon és McCartney az akkor külföldön tartózkodó George Harrison és A csodatévő című film forgatásán részt vevő Ringo Starr nélkül vették fel a dalt. McCartney felidézte, hogy Lennon annyira meg volt győződve arról, hogy a dalt azonnal fel kell venni, hogy „úgymond lázban volt”. A szokatlan helyzetet tükrözve a munkamenetet rögzítő hangszalagok,amelyek a következő párbeszédet tartalmazták:
Lennon (gitáron): "Egy kicsit gyorsabban, Ringo."
McCartney (dobon): "Oké, George!"
Amikor Lennon és McCartney úgy döntött, hogy együttműködnek a dalon, akkor félretették a köztük fennálló ellentétet abban az időszakban, amikor McCartney-t lehagyták a Beatles új menedzserének megválasztásában a csődbe jutott üzleti vállalkozásuk, az Apple Corps élére. A felvétel egyben azt is jelentette, hogy Geoff Emerick visszatért hangmérnökként egy Beatles-szám erejéig, miután 1968 júliusában, a feszült The Beatles album ülések idején felhagyott a munkával. Harrison a The Beatles Anthology című könyvhöz ezt mondta fűzte hozzá: "Nem bántam, hogy nem szerepeltem a lemezen, mert nem az én dolgom... Ha ez lett volna a "John, George és Yoko balladája", akkor hallhatnátok rajta."
Richie Unterberger zenekritikus kommentálja a hétórás előadás történelmi jelentőségét, mivel "valószínűleg Lennon és McCartney utolsó kazettáinak egy része készült szorosan együtt, egyedül". Mark Lewisohn, a Beatles történészének leírása szerint a felvételek megkérdőjelezik a Lennon és McCartney kapcsolatának 1969-ben kezdődő tipikus beszámolóit, mivel a duó „nagy tehetsége, humora, zenei megértése és összetartozása az elejétől a végéig megmutatkozott”.
Mark Hertsgaard a The New Yorker-től, az másik író, aki hallotta a kazettákat 1994 januárjában egy zártkörű hallgatási ülésen Londonban, Lewisohn-nal együtt. Nem sokkal ezután Hertsgaard azt írta, hogy Lewisohn ismét lelkesedik Lennon és McCartney bajtársi kapcsolatáért és „zenei rokonságáért”. ", de ő maga úgy érezte "erőltetett, udvarias tulajdonságot lát a tréfálkozásukban, és semmit sem a korábbi Beatles-ülések során hallott lelkes kapcsolatból... Szétszednek engem, és ezt ők tudják."

## Megjelenése

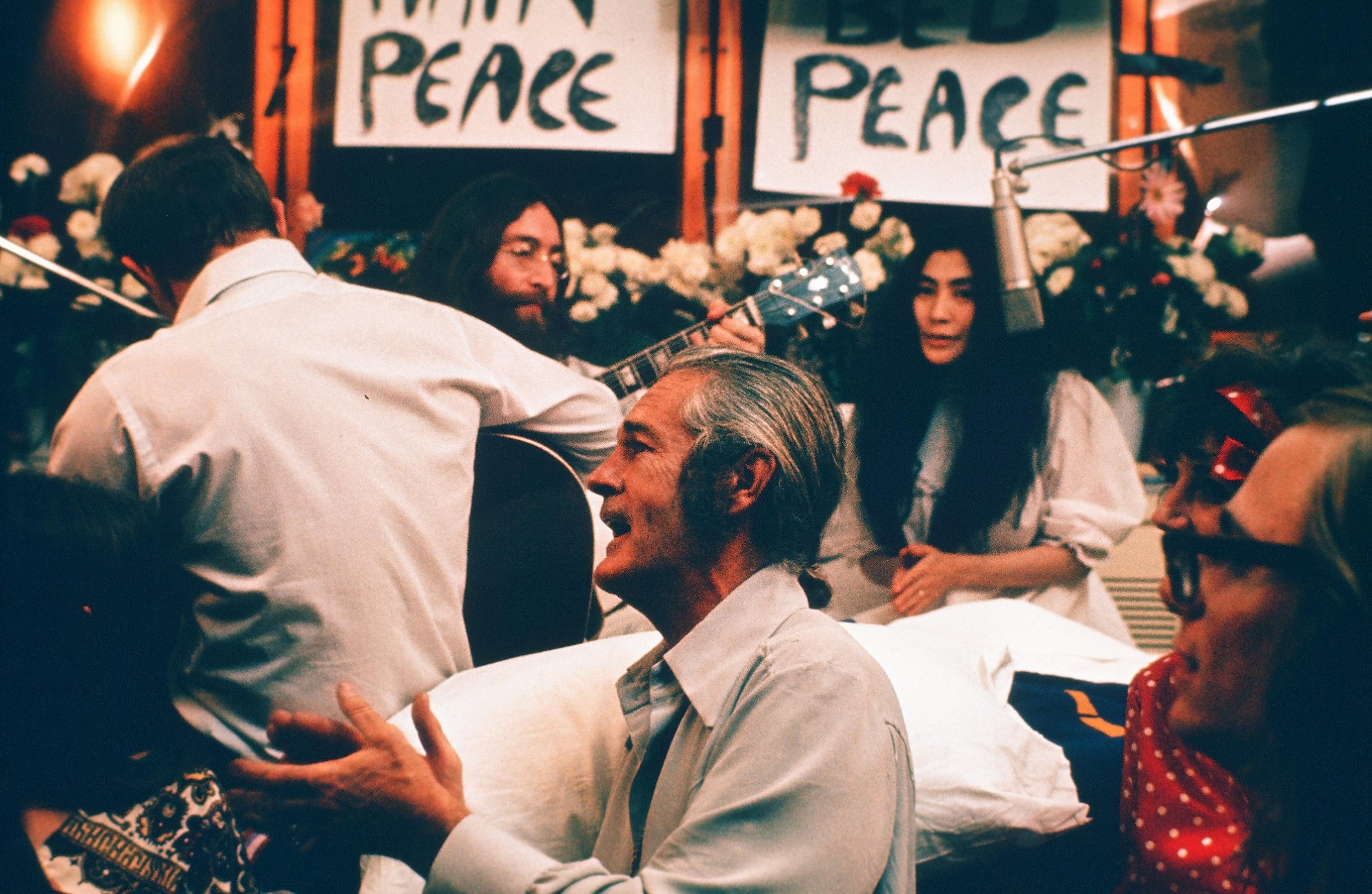
Lennon és Ono a montréal-i ágyban, a Give Peace a Chance felvételekor olyan vendégekkel körbevéve, mint Timothy Leary (előtérben).

Noha Lennon türelmetlen volt a kislemez kiadásával, a megjelenése késett, mivel 1969. áprilisában az együttes újabb kislemeze, a Get Back már megjelent és a lemezlisták élén szerepelt. Harrison Old Brown Shoe című dalával a B-oldalán a kislemezt 1969. május 30-án adták ki az Egyesült Királyságban. Lennon és Ono akkoriban a montréal-i Queen Elizabeth Hotelben lépett fel egy második "ágyban ülés" akción. Az amerikai kiadása június 4-én történt meg.
Az Egyesült Királyságban és Európában a The Ballad of John and Yoko volt az első Beatles kislemez, amelyet sztereó hangzásban adtak ki. Ezért ez volt az első olyan kiadványuk, amelyhez nem adtak ki mono változatot. Lennon azt tanácsolta Tony Bramwell-nek, az Apple Records akkori promóciós menedzserének, hogy korlátozza a lemez megjelenés előtti előzetes híreket, és ne adjon előzetes nyilvánosságot, különös tekintettel a "Krisztus!" szóval kapcsolatban. Lennon akkori NME-interjújában azt mondta, hogy bár már kiderült a történet, hogy Harrison és Starr nem játszott a dalon, nem szerette volna ezt nyilvánosságra hozni, és hozzátette: "Ez nem jelent semmit. Csak úgy megtörtént, hogy csak mi ketten voltunk ott."
Az Amerikai Egyesült Államokban az Apple egy képhüvelyben adta ki a rekordot, amely két fotót tartalmazott, amelyet Linda McCartney készített a The Beatlesről és Onóról McCartney londoni otthonának kertjében vannak. A hüvely elején lévő képen Lennon és Ono ül, addig Harrison, McCartney és Starr pedig mögöttük állnak. A szerző, Bruce Spizer szerint az együttes többi tagja kényelmetlenül érezték magukat, hogy Onónak átadták a reflektorfényt. A hüvely hátoldalán, az Old Brown Shoe dalhoz használt képen már mindenkinek jobb a hangulata.
A kislemezt két promóciós klip kísérte, amelyeket Lennon és Ono néhány 1968 júliusa és 1969 áprilisa közötti nyilvános tevékenységéről készült felvételekből állítottak össze (amikor a pár rutinszerűen forgatáson volt). Az első klipet háromszor sugározták a Top of the Pops műsorban, és négy eseményből felvételeket is tartalmaz. Amikor jóval később, fekete-fehérben mutatták be a Rage című ausztrál tévéműsorban, ebben a verzióban a „Krisztus” szót kisípolták az énekből a képernyőn hallható hangeffektussal. A második filmet a The Music Scene című amerikai műsor sugározta, amelyben minden szó hallatán megjelenik egy felkiáltójelet tartalmazó figyelmeztető tábla. Ez a film jóval több esemény felvételeiből áll (többek között Lennon és Ono londoni, párizsi, amszterdami és bécsi tartózkodásáról). John Winn szerző szerint a második klip "sokkal hatásosabban illusztrálja a szöveget", mint az első.
A dal több válogatásalbumra is felkerült, többek között: az 1970-es amerikai Hey Jude, az 1973-as The Beatles 1967–1970, az 1982-es brit 20 Greatest Hits és az 1988-as Past Masters, Volume Two, valamint a 2000-es 1 albumra. Az Apple az 1 albumhoz mellékelt DVD az amerikai promóciós klip új színes nyomatát is tartalmazta.

## Közreműködött
Ian MacDonald szerint:
- John Lennon – ének, szólógitárok, akusztikus gitár
- Paul McCartney – vokál, basszusgitár, zongora, dob, maracas

## Fordítás
Ez a szócikk részben vagy egészben  a   The Ballad of John and Yoko című angol Wikipédia-szócikk fordításán alapul.  Az eredeti cikk szerkesztőit annak laptörténete sorolja fel. Ez a jelzés csupán a megfogalmazás eredetét és a szerzői jogokat jelzi, nem szolgál a cikkben szereplő információk forrásmegjelöléseként.